# Internacional Vermelha dos Sindicatos
A Internacional Vermelha dos Sindicatos ((em russo: Красный интернационал профсоюзов, RILU), também conhecida como Profintern (em russo:  Профинте́рн), foi uma organização comunista internacional que visava promover e coordenar as atividades dos sindicatos em todo o mundo. Foi fundada em 1921 em Moscou, União Soviética, sob a liderança da Internacional Comunista (Comintern) e desempenhou um papel significativo no movimento sindical internacional durante o período entre as duas guerras mundiais.

## Origem e Objetivos
O Profintern foi estabelecido em resposta à necessidade percebida de uma alternativa revolucionária às organizações sindicais reformistas existentes, como a Federação Internacional dos Sindicatos (IFTU). Seus principais objetivos eram unir sindicatos revolucionários globalmente, promover princípios comunistas dentro do movimento sindical e apoiar as lutas dos trabalhadores contra a exploração capitalista.

## Estrutura Organizacional
O Profintern operava sob a orientação do Comintern e era composto por seções nacionais representando sindicatos de vários países. Tinha um comitê executivo central e realizava congressos internacionais para discutir e formular estratégias. A organização também publicava vários periódicos para disseminar suas ideias e promover a solidariedade internacional entre os trabalhadores.

## Atividades e Influência
Ao longo de sua existência, o Profintern esteve ativamente envolvido no apoio a greves de trabalhadores, organizando campanhas e fornecendo assistência financeira e logística aos sindicatos. Desempenhou um papel crucial na coordenação de ações sindicais internacionais e na promoção da solidariedade entre trabalhadores de diferentes nações. O Profintern também trabalhava em estreita colaboração com partidos comunistas para avançar a causa do socialismo e do comunismo dentro do movimento sindical.

## Desafios e Declínio
Apesar de seus esforços, o Profintern enfrentou inúmeros desafios, incluindo discordâncias internas, repressão por parte de governos capitalistas e concorrência de outras organizações sindicais. A ascensão do fascismo na Europa e o início da Segunda Guerra Mundial enfraqueceram ainda mais sua influência. No final da década de 1930, as atividades do Profintern diminuíram significativamente, e a organização foi dissolvida em 1943.

## Legado
O legado do Profintern reside em sua contribuição para o movimento sindical internacional e seu papel na promoção do sindicalismo revolucionário. Embora sua influência tenha diminuído ao longo do tempo, os esforços do Profintern para unir trabalhadores globalmente e desafiar a exploração capitalista permanecem um capítulo significativo na história do movimento sindical.